# Kościół św. Bartłomieja w Miłomłynie
Kościół Świętego Bartłomieja – rzymskokatolicki kościół parafialny należący do dekanatu Miłomłyn diecezji elbląskiej. Jeden z zabytków miasta.

## Historia
Został wybudowany jako świątynia protestancka. Decyzja o budowie kościoła została podjęta przez pastora Franza Alberta Raucha. Kościół miał być zbudowany na miejscu starszej budowli (wieża i część południowa miały zostać zachowane). Prace zostały rozpoczęte w 1898 roku. Budowa była prowadzona pod kierunkiem mistrza murarskiego z Ostródy – Krupskiego. Kościół został ukończony w 1901 roku. Ze starej budowli wyposażenie zostało przeniesione do nowego kościoła. Po 1945 roku świątynię przejęli katolicy. Po II wojnie światowej kościół był wielokrotnie remontowany. Największy remont miał miejsce w 2000 roku.

## Architektura

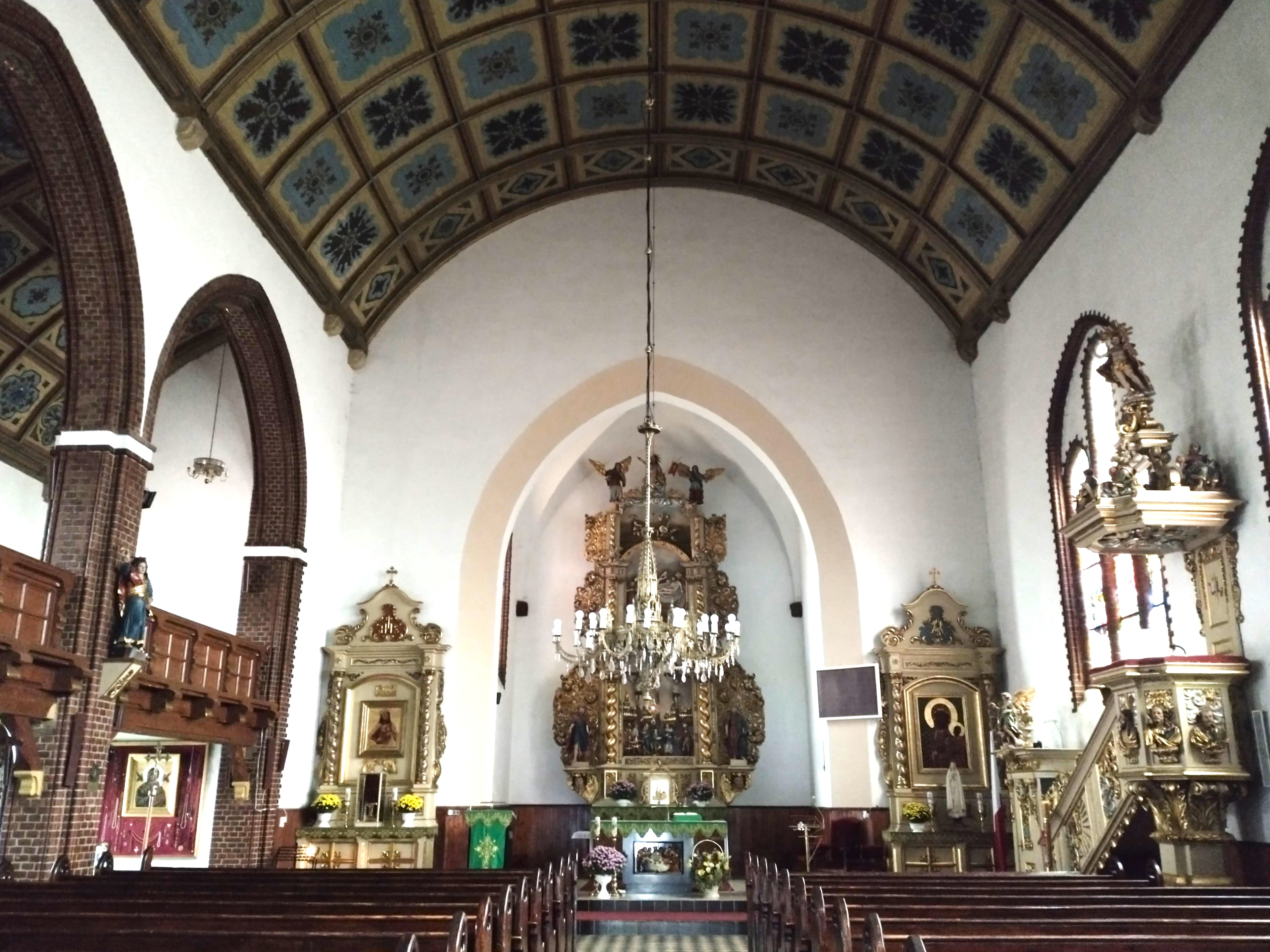
Wnętrze i ołtarze

Jest to budowla o jednej nawie i reprezentuje styl neogotycki. Wybudowano ją na planie prostokąta (wymiary 35,3 metra na 18,7 metra). Korpus nawowy jest oszkarpowany i posiada szczyty schodkowo-sterczynowe oraz półkoliste, otynkowane wnęki. Budowla nakryta jest dwuspadowym dachem, złożonym z dachówek. We wnętrzu świątyni mieszczą się sklepienia łukowe, wykonane z malowanego drewna. krużganki łączą kościół z kwadratową wieżą dzwonniczą (długość boku kwadratu – 6 metrów), murowaną, wzniesioną z cegły, ozdobioną otworami strzelniczymi oraz półkolistymi oknami. Wieża dzwonnicza jest zwieńczona blaszanym hełmem z latarenką.
Drzwi główne prowadzące do świątyni, zostały wykonane z drewna dębowego i okute zdobnymi zawiasami. W kruchcie jest umieszczona chrzcielnica kamienna (granit ciosany), wykonana na przełomie XIV i XV wieku. W górnej części kościoła jest umieszczony chór z organami. Obecny instrument pochodzi z 1901 roku i został wykonany w elbląskiej firmie A. Terletzki i Ed. Wittek. Późnobarokowy ołtarz główny w prezbiterium został wykonany w 1718 roku. Z lewej i prawej strony ołtarza głównego sa umieszczone dwa ołtarze boczne poświęcone Matce Boskiej Częstochowskiej i "Panu Jezusowi Tarnorudzkiemu". Po prawej stronie jest umieszczona drewniana, późnobarokowa ambona, wykonana w 1715 roku przez królewieckich majstrów Johana Döbela i Isaaka Rigę, ozdobiona postaciami Mojżesza, Chrystusa, św. Jana i św. Piotra. Pod amboną jest umieszczona chrzcielnica kamienna z 1720 roku. W oknach świątyni są umieszczone trzy witraże, wykonane w 1901 roku w zakładzie malarskim Ferdynanda Müllera w Quedlinburgu, przedstawiające Kazanie na Górze, Wniebowstąpienie Pańskie, Pana Jezusa Błogosławiącego Dzieci. Na tylnej ścianie kościoła jest umieszczone epitafium protestanckiego biskupa diecezji pomezańskiej, Jerzego von Venedigera, zmarłego w 1574 roku.